# Göstling an der Ybbs
Göstling an der Ybbs là một đô thị thuộc huyện Scheibbs trong bang Niederösterreich, Áo.

## Thành phố kết nghĩa
- Hüttenberg, Đức
- Purkersdorf, Áo